# Lidija (ime)
Lidija je žensko osebno ime.

## Izvor imena
Ime Lidija izhaja iz latinskega imena Lydia, le to pa iz grškega imena Lydía v pomenu besede »ženska , prebivalka iz Lidije«.

## Različice imena
Lidia, Lida, Lidijana, Lidja, Lidonka, Lidunka, Liduška

## Tujejezikovne oblike imena
- pri Angležih: skrajšana oblika Liddy
- pri Nemciih: Lydia, skrajšano Lida
- pri Rusih: Lidja

## Pogostost imena
Po podatkih Statističnega urada Republike Slovenije je bilo na dan 31. decembra 2007 v Sloveniji število ženskih oseb z imenom Lidija: 5.626. Med vsemi ženskimi imeni pa je ime Lidija po pogostosti uporabe uvrščeno na 51. mesto.

## Osebni praznik
V koledarju je ime Lidija zapisano 27. marca in 3. avgusta.